# 아이제이아 무스타파
아이제이아 무스타파(Isaiah Mustafa, 1974년 2월 11일 ~ )는 미국의 배우 및 전직 미식축구 와이드 리시버이다.

## 생애
무스타파는 오리건주 포틀랜드에서 태어났다. 캘리포니아주 라구나힐스에서 1980년대 초반 리무진 서비스를 하는 샤이다 무스타파 데이비스와 존 무스타파 사이에서 일곱 아이중 일곱번째 아이로 태어났다. 그와 그의 가족은 무슬림이다. 무스타파는 애리조나 주립 대학교에서 역사학을 공부하였다. 2000년에 로스앤젤레스에 위치한 레스토랑 Jo Jo's Barbecue를 소유하고 있었지만, 현재는 문을 닫았다.

## 스포츠 활동
무스타파는 산타클라라 고등학교에 다닐 때 미식축구가 아닌 농구를 했었고, 무어파크 칼리지에 다닐 때는 체육 특기자 장학금을 받으려고 노력하였고, 미식축구 와이드 리시브로 전향한 후 결국은 장학금을 받았다. 후에 애리조나 주립 대학교에 편입한 후로는 애리조나 스테이트 선 데빌스에서 활동하였다. 애리조나 주립 대학교를 다닐 당시 파이 카파 알파(ΠΚΑ; PIKE)의 회원이였다. 무스타파는 졸업 후 고등학교 교사가 되려고 했지만, 스포츠 에이전트는 NFL 팀에 합류하라고 제안하였다. 테니시 오일러스의 연습팀에 있다가 NFL 유럽의 바르셀로나 드래건즈의 연습팀으로 갔다. 시즌 후 1999년 오클랜드 레이더스와 클리블랜드 브라운스의 연습팀에 있었으며, 2000년에는 시애틀 시호크스의 트레이닝 캠프에 참여하였다.

## 연기 활동
시호크스에 있었던 그 후, 무스타파는 다양한 TV 프로그램의 조그만한 역할을 연기를 해보라는 제안을 받았다. 실제로 여러 텔레비전 프로그램이나 영화에 단역으로 출연하다가 무스타파는 2010년 2월 갑자기 올드 스파이스의 The Man Your Man Could Smell Like 광고 캠페인으로 명성을 쌓게 되었다. 그것은 무스타파의 첫 광고 활동이였다. 그 후 올드 스파이스에서는 유투브에 공개할 광고를 더욱 만들었다. 이렇게 되자 트위터, 페이스북 같은 SNS 사이트에서 그 광고에 나온 사람이 누구냐고 질문 공세가 쏟아졌다. 2011년 7월 26일 올드 스파이스에서 새 캠페인을 만들려고 했는데, 파비오가 후보자로 도전하였다. 하지만 무스타파는 전혀 걱정하지 않았고 결국 무스타파로 선정되었다. 무스타파는 NBC와 계약을 체결하고 영화 《스트레스를 부르는 그 이름 직장상사》에 출연하였다. 또한 그는 2010년부터 2011년까지 TBS 스페셜 프로그램 Funniest Commercials of the Year를 진행하였다.

## 사생활
무스타파는 스파이더맨, 배트맨을 포함한 만화 매니아이다.  배트맨의 등장인물 할리 퀸의 이름을 따서 자신의 딸 이름을 지었다. 무스타파는 마블 코믹스의 슈퍼히어로 루크 케이지를 특히 좋아한다. 그는 또한 애니메이션 시리즈 벤처 브라더스의 팬이다.
스포츠에서는 2010-11 플레이오프 시즌에 애리조나 스테이트 선 데빌스의 열혈한 팬이라고 표명하였다. 또한 고향의 팀인 포틀랜드 트레일블레이저스의 팬이라고도 한다.

## 출연 작품

### 영화
- 아일랜드 (2005)
- 스트레스를 부르는 그 이름 직장상사 (2011)
- 바보 삼총사 (2012)
- 그것: 두 번째 이야기 (2019)

### 텔레비전
- 어글리 베티 (2008)
- 우리 생애 나날들 (2009)
- NCIS: 로스앤젤레스 (2009)
- 일라이 스톤 (2009)
- NCIS (2009)
- 캐슬 (2010)
- 척 (2010-11)
- 핫 인 클리블랜드 (2011)
- 미녀 삼총사 (2011)
- 니키타 (2012)
- 성질 죽이기 (2014)
- 셀피 (2014)
- 베이비 대디 (2015)
- 섀도우 헌터스: 더 모탈 인스트루먼트 (2016-19)
- 토탈 디바스 (2017) - 본인
- 로봇 치킨 (2018-21) - 목소리
- 그레이 아나토미 (2021)
- 블랙키쉬 (2022) - 본인